# Kirsten Owen
Kirsten Owen (22 de noviembre de 1970) es una modelo británica nacida en Canadá.

## Carrera

### Comienzo y reconocimiento
Después de ser descubierta en Toronto, Owen empezó a modelar a los 16 años. En 1987 apareció en la portada de Elle en tres países diferentes (España, Francia e Italia). Sin embargo, a pesar del buen comienzo no sería hasta dos años más tarde que aparecería en las portadas de Marie Claire en julio y octubre se 1989 y en i-D en 1990.  Ese mismo año desfiló para Jill Sander y a principioa de 1991 figuró una vez más en la revista Elle, esta vez en la editorial. Después de esto, serían cinco años más hasta que Owen volviera a trabajar.
Owen desfiló para Prada en febrero de 1996.  Se convirtió en rostro de la marca Helmut Lang y figuró otra vez en una editorial de Elle en enero de 1997.  Ese año desfiló en París y Nueva York para Chloe, Dries van Noten, Yohji Yamamoto, Calvin Klein, y Helmut Lang.  Ese año figuró por segunda vez en una editorial de Vogue Italia y aparecoó en la portada de la misma revista dos meses más tarde. En 1999 se convirtió en rostro de Fendi.  Kirsten Owen desfilóese año para Dolce & Gabbana, Lanvin, Yves Saint Laurent y Louis Vuitton.
Firmó un contrato con Emanuel Ungaro que la convirtió en el rostro de la marca, y figuró en catálogos de Donna Karan, y en una editorial de Vogue Francia.  Los siguientes tres años realizó desfiles para Givenchy, Jean Paul Gaultier, Chanel, Donna Karan, Marc Jacobs, Moschino, Rochas, y Burberry.

### Retiro y regreso
En 2001 se retiró del modelaje, trabajando en escasas ocasiones en 2002 y 2003.  Tres años más tarde, en mayo de 2006, volvió a la pasarela cerrando un evento se Kenzo. En 2008 se convirtió en el rostro de Givenchy.  También reemplazó a Victoria Beckham como el nuevo rostro de Marc Jacobs y firmó con Calvin Klein para trabajar para la campaña de su nueva fragancia "one." Owen desfiló un evento ese año y figuró en un editorial de i-D.
En 2010, desfiló en Toronto para Joe Fresh.